# Mataranka
Mataranka är en ort i Australien. Den ligger i kommunen Roper Gulf och territoriet Northern Territory, omkring 360 kilometer sydost om territoriets huvudstad Darwin.
Trakten runt Mataranka är nära nog obefolkad, med mindre än två invånare per kvadratkilometer..
Omgivningarna runt Mataranka är huvudsakligen savann. Genomsnittlig årsnederbörd är 919 millimeter. Den regnigaste månaden är mars, med i genomsnitt 219 mm nederbörd, och den torraste är juli, med 1 mm nederbörd.